# Journal intime (album)
 (novembre 2021).
Pour les articles homonymes, voir Journal intime (homonymie).
Albums de Aya Nakamura
Nakamura
(2018)
Singles
1. Brisé
Sortie : 18 juin 2015
2. Oublier
Sortie : 15 février 2016
3. Super héros (feat. Gradur)
Sortie : 2 juin 2016
4. Comportement
Sortie : 27 juin 2017
5. Oumou Sangaré
Sortie : 18 août 2017
6. Angela
Sortie : 3 novembre 2017

Journal intime est le premier album studio de la chanteuse française Aya Nakamura, sorti le 25 août 2017. L'album est certifié disque de platine en France.

## Présentation
L'album comprend des apparitions invitées de MHD, Dadju, Jizo, Lartiste, KeBlack et Gradur. Il a été précédé de six singles : Brisé, Oublier, Super héros avec Gradur, Comportement, Oumou Sangaré et Angela, tous enregistrés en France.

## Contexte et promotion
Elle a donné un concert au stade Modibo-Keïta de Bamako, en première partie de la star américano-nigériane Davido. Et elle a dédié une chanson à l'une des plus célèbres chanteuses maliennes Oumou Sangaré, née à Bamako comme elle. En janvier 2016, la chanteuse a signé un accord avec Rec. 118, un label de Warner Music France.
Au cours de la même année, elle enchaîne les collaborations et sort son deuxième single Super Héros, mettant en vedette le rappeur Gradur. Le 23 septembre 2017, elle participe à La Nuit du Mali à Bercy organisée par le Wati-Boss, Dawala afin de célébrer la Fête de l'Indépendance du Mali à Paris. Elle a partagé la scène avec Oumou Sangaré et d'autres artistes maliens tels que Cheick Tidiane Seck, Lassana Hawa ou Mokobé entre autres.

## Pistes
| 1.  | Angela                         | - Aya Nakamura                        | Christopher Ghenda    | 2:48 |
| 2.  | Oumou Sangaré                  | Nakamura                              | Christopher Ghenda    | 3:14 |
| 3.  | Debout                         | Nakamura                              | Christopher Ghenda    | 2:36 |
| 4.  | Karma                          | Nakamura                              | Christopher Ghenda    | 3:06 |
| 5.  | Problèmes (feat. MHD)          | - Nakamura - MHD                      | Christopher Ghenda    | 3:19 |
| 6.  | Réponds                        | Nakamura                              | Christopher Ghenda    | 2:49 |
| 7.  | Brisé                          | Nakamura                              | Christopher Ghenda    | 3:41 |
| 8.  | Fuego (feat. Dadju)            | - Nakamura - Dadju                    | Christopher Ghenda    | 3:46 |
| 9.  | Je n'ai pas besoin de toi      | - Nakamura - Barack Adama             | Christopher Ghenda    | 3:05 |
| 10. | Comportement                   | Nakamura                              | Christopher Ghenda    | 2:53 |
| 11. | Soirée parisienne (feat. Jizo) | - Nakamura - Jizo John                | Christopher Ghenda    | 5:58 |
| 12. | Jalousie (feat. Lartiste)      | - Nakamura - Lartiste                 | Christopher Ghenda    | 3:00 |
| 13. | Papys                          | Nakamura                              | Christopher Ghenda    | 2:48 |
| 14. | Si tu savais                   | - Nakamura - Haristone                | Christopher Ghenda    | 2:56 |
| 15. | Orphelin (feat. KeBlack)       | - Nakamura - KeBlack                  | Christopher Ghenda    | 3:35 |
| 16. | Super-héros (feat. Gradur)     | - Nakamura - Alonso Ebonkoli - Gradur | Risbo                 | 3:34 |
| 17. | Oublier                        | Heezy Lee                             | - Dany Synthé - Risbo | 3:31 |
|     | Bonus                          |                                       |                       |      |
| 18. | J'ai mal (Pt. 2)               | Nakamura                              | Christopher Ghenda    | 3:10 |
| 19. | Moi                            | Nakamura                              | Christopher Ghenda    | 2:35 |

## Titres certifiés en France
- Oumou Sangaré  Or[4]
- Problèmes (feat. MHD)  Or[5]
- Brisé  Or[6]
- Fuego (feat. Dadju)  Or[7]
- Comportement  Diamant[8]
- J'ai mal (Pt. 2)  Platine[9]

## Classements
| Classement (2017)            | Meilleure position |
| ---------------------------- | ------------------ |
| Belgique (Flandre Ultratop)  | 143                |
| Belgique (Wallonie Ultratop) | 34                 |
| France (SNEP)                | 6                  |

| Classement (2017) | Position |
| ----------------- | -------- |
| France (SNEP)     | 133      |

| Classement (2018) | Position |
| ----------------- | -------- |
| France (SNEP)     | 155      |

## Certification
| Région                                                                                                 | Certification | Ventes/Streams |
| --- | ------------- | -------------- |
| France (SNEP)                                                                                          | Platine       | 100 000*       |
| *Ventes selon la certification ^Mise en rayon selon la certification xNon précisé par la certification |               |                |